# Dansk Film-Avis nr. 709
Dansk Film-Avis nr. 709 er en dansk Ugerevy med dokumentariske optagelser fra 1945. Filmene blev produceret af UFA film A/S, der var ejet af det tyske UFA, der var ejet af den tyske stat.
Den dansk producerede Dansk Film-Avis var en nazistisk ugerevy og udkom i årene 1941-1945. Den bestod typisk af tre dele: dansk stof, optaget af danske kameramænd, tysk stof fra Tyskland og reportager fra fronten, produceret af Deutsche Wochenschau.

## Handling
1. . I den mest kendte væveskole i København - Den danske Væveskole - får vordende vævere en meget grundig uddannelse. Der anvendes moderne maskiner, og kemiske analyser og afprøvning af stoffers styrke udføres.
2. I Thisted åbnes årets første dyrskue.
3. Trods færdselsvanskeligheder forbereder teltholdere på Dyrehavsbakken en stor sæson.
4. Ude på Amager findes der en rigtig gammel reberbane. Det materiale som fremstilles er af bedste kvalitet.
5. "Primer Plano" er titlen på Spaniens førende filmblad. Billedreportagen viser, hvordan bladet fremstilles.
6. Den tyske fører i Berlin. De officerer, som leder forsvaret af den tyske hovedstad, bliver forestillet for Adolf Hitler. Rygtet om førerens tilstedeværelse i kampens brændpunkt er nået ud til soldaterne, der hilser ham med begejstring.
7. Tyve medlemmer af Hitler-Jugend, som har udmærket sig i kampen mod bolsjevikkerne, bliver modtaget af Adolf Hitler. Den yngste af drengene fortæller, hvordan han gjorde sig fortjent til jernkorset.
8. Alle til rådighed stående tyske reserver bliver sat ind i kampene mod bolsjevikkerne, og hver fodsbredde jord bliver forsvaret til det sidste. (Skrift på husmur: "Shütz unsere Frauen und Kinder von den roten Bestien"). En russisk flyver angriber de tyske linjer.[1]

## Medvirkende
- Christian Jørgen "Tribini" Nielsen